# Mobilize Duo
La Mobilize Duo è un quadriciclo elettrico della casa automobilistica francese Mobilize, prodotto dal 2024.

## Debutto e contesto
Anticipata dalla concept car Mobilize EZ-1 nel 2021 e presentata in anteprima all'evento VivaTech dello stesso anno e ufficialmente al Salone dell'automobile di Parigi del 2022, la vettura ha assunto in seguito l'attuale denominazione e si presenta come erede del Renault Twizy. È disponibile anche una versione furgonata, denominata Bento, la quale dispone di un volume di carico di 1 m³.

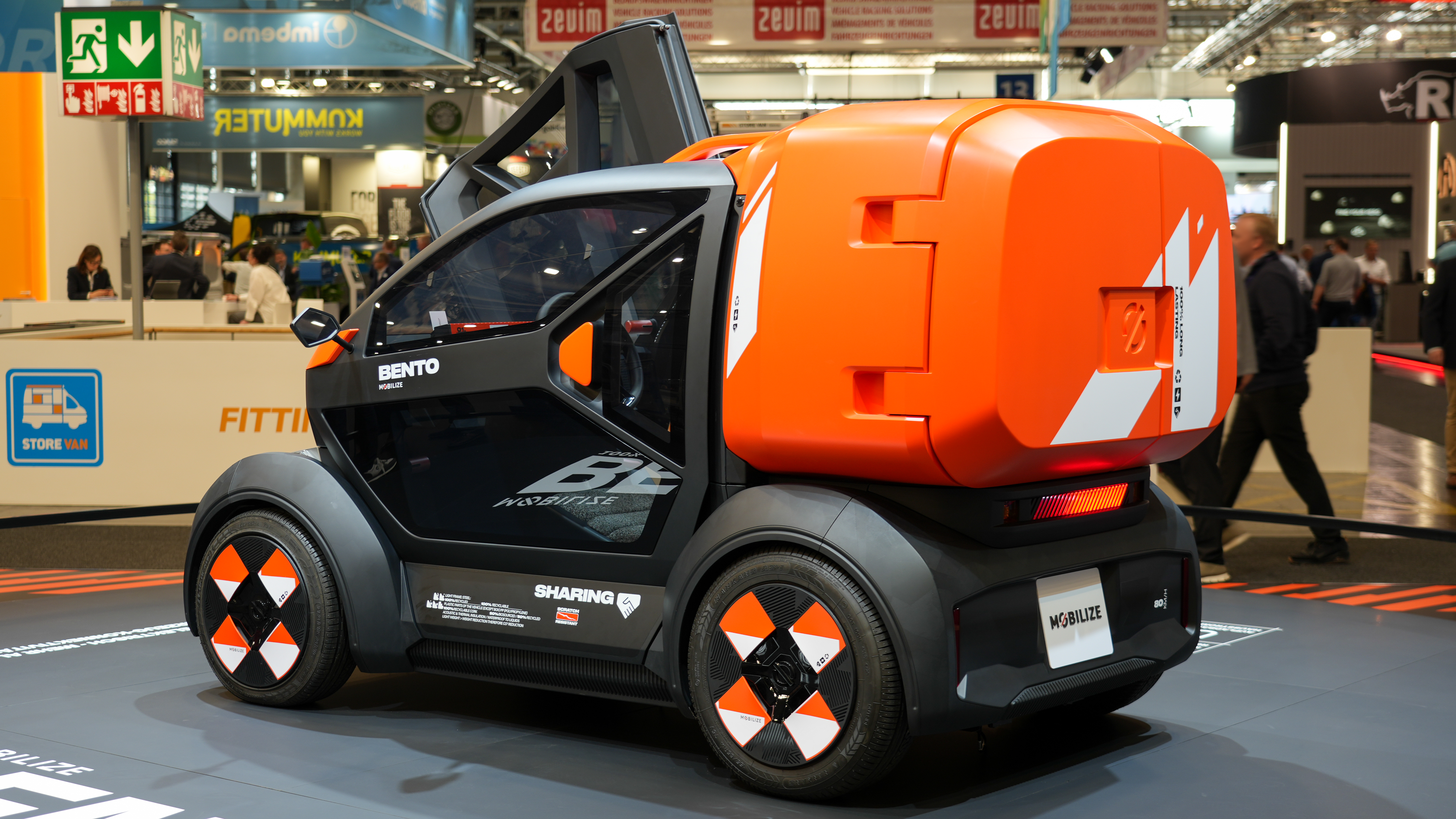
Mobilize Bento

## Descrizione
Il veicolo è dotato di una cabina completamente chiusa ed è realizzato per la maggior parte con materiali riciclati. Per accedere al veicolo c'è un'applicazione per smartphone in sostituzione della classica chiave. La gestione delle diverse funzionalità del veicolo è centralizzata in buona parte su un unico schermo che funge anche da quadro strumenti.
La Duo ha due versioni: Duo 45, quadriciclo leggero e guidabile senza patente dai 14 ai 18 anni con una velocità massima di 45 km/h, e Duo 80, quadriciclo pesante con una velocità massima di 80 km/h che richiede una patente B1. Entrambi i modelli hanno un'autonomia di circa 140 km.
La ricarica può essere effettuata tramite la rete elettrica domestica o tramite una stazione di ricarica pubblica.